# Aluá
O aluá é uma bebida fermentada refrigerante de origem afro-indígena (com seu nome proveniente do Quimbundo “Ualuá”) feita a partir da fermentação de grãos de milho (ou arroz, menos comumente) moídos. Tradicionalmente, é fermentada em potes de cerâmica.

## Produção
Existem diversas variantes da bebida. Contudo, de forma geral, é produzida a partir de cereais triturados que são fermentados e, posteriormente, adicionados de especiarias.

### Variantes regionais
No Acre e no resto da Amazônia é comum se usar o milho triturado ou a farinha de milho. Em outras regiões, como por exemplo em Belém, se usam cascas de frutas como o abacaxi, raiz de gengibre (também conhecido regionalmente por mangarataia) esmagada ou ralada, açúcar ou caldo de cana e sumo de limão. É também chamada de aruá.
Em Manaus e arredores, utilizam-se as cascas de abacaxi postas de molho na água, por três dias, juntas às raizes de gengibre e milho. Depois, adiciona-se açúcar, cravo-da-índia e funcho. Ferve-se a mistura e depois a deixa-se esfriar e gelar.
No estado do Ceará existe uma versão da bebida feita de pão branco seco, cravo da índia, gengibre, erva doce  e adoçado com rapadura preta. Adiciona-se os ingredientes num pote de barro com água, pisa-se o cravo da índia, o gengibre e a erva doce, deixando-se maturar a bebida por 3 dias.
Em Minas Gerais, no sertão dos gerais, também se consumia o aluá, cuja referencia aparece na obra de Guimarães Rosa (Ver o conto "A estória de Lélio e Lina" , em "No Urubuquaquá, no Pinhém" (Corpo de Baile). Outro nome usado em Minas Gerais é Gasosa, onde é geralmente feito de cascas de abacaxi.
No Rio de Janeiro, segundo Debret, na época do primeiro reinado (1821-1832), o aluá era preparado com "água de arroz fermentado, ligeiramente acidulada, algo açucarada [...]".